# Gavião Kyikatejê Futebol Clube
O Gavião Kyikatejê Futebol Clube é um clube de futebol brasileiro com sede na cidade de Bom Jesus do Tocantins. Tem como principal característica sua raiz indígena, com destaque em ser o primeiro clube de futebol profissional de um povo originário a disputar a divisão principal de um campeonato estadual, no ano de 2014. Anteriormente formado totalmente por indígenas, atualmente é um time misto.
Embora seja original da cidade de Bom Jesus do Tocantins, faz parte da liga futebolística de Marabá, cidade onde está localizado o Estádio Municipal Zinho de Oliveira, local de mando de suas partidas.
Seu ex-treinador, Zeca Gavião, cacique da aldeia que empresta seu nome ao clube, além de ser presidente do time, tornou-se ainda o primeiro indígena a comandar um clube do país.

## Histórico
O Gavião Kyikatejê é original da antiga equipe da liga marabaense Castanheira Esporte Clube. Fundada na década de 1980, era uma equipe tradicional do futebol local, tendo disputado cinco finais do campeonato marabaense (disputado por equipes não só de Marabá), ganhando três destas.
Em 2007 o povo Kyikatejê-gavião adquiriu os direitos do Castanheira para ter direito a disputar a primeira divisão do certame municipal. Como a liga marabasense não permite a menção do nome do povo indígena no título da agremiação, o Gavião continuou a disputar o campeonato com o nome de Castanheira EC. Neste mesmo ano que passou a disputar a primeira divisão (2007) ficou com o vice-campeonato e em 2008 sagrou-se campeão da liga local.

### Profissionalização
Com os bons resultados na liga municipal, o povo Gavião decide profissionalizar o time em 2009 junto a Federação Paraense, adotando o nome de Gavião Kyikatejê (que no idioma do povo que lhe empresta o nome quer dizer "rio acima") Futebol Clube, fazendo tanta questão de ressaltar a sua origem índigena que até mesmo o formato de seu escudo remete a ponta de uma flecha e seu primeiro uniforme remete as pinturas corporais usadas pelos habitantes de sua aldeia.
No ano de 2009 disputa a segunda divisão do Campeonato Paraense, entretanto não passa da fase de grupos.
Em 2010 disputa novamente a segunda divisão, ficando com um surpreendente terceiro lugar, mas não avançando para a divisão principal (somente os dois primeiros avançam).
Em 2011 e 2012 volta a disputar a segunda divisão, contudo não avançando em nenhuma das oportunidades, ficando na 7ª e 6ª colocação respectivamente.
Em 2013 o time alcançou ótimos resultados; primeiramente na segunda divisão, onde terminou em 2º colocado avançando para divisão da acesso, e; na divisão de acesso da primeira divisão, desqualificando equipes tradicionais do estado, disputará as fases principais da primeira divisão do campeonato estadual de 2014.
Para a disputa da fase inicial do "Parazão" em 2015, o Gavião contratou para o comando técnico Everth Palacios, ex-zagueiro colombiano que disputou a Copa do Mundo de 1998 por seu país, além de ter atuado por Deportivo Cali, Atlético Nacional, Junior de Barranquilla, Shonan Bellmare, Kashiwa Reysol e Boyacá Chicó e aposentado desde 2011.

## Rival
O jornalismo esportivo regional reconhece como principal rival gavionense o Águia de Marabá, equipe com o qual disputou três finais de campeonato municipal, em 1993, 1996 e 1998. Como o Gavião Kyikatejê herdou e detém os direitos do Castanheira, é reconhecido como rival equipe aguiana (as finais foram jogadas entre Castanheira e Águia), sendo os jogos entre as equipes denominados de clássico marabaense (ou clássico das aves).

## Desempenho em Competições
Campeonato Paraense - Série A
| 2014 | 2015 | 2021 |
| 8º   | 9º   | 12º  |

 Campeonato Paraense - Série B1
| 2009 | 2010 | 2011 | 2013 | 2015 | 2016 | 2017 | 2018 | 2019 | 2020 | 2022 | 2023 |
| 6º   | 3º   | 7º   | 2º   | 5º   | 10º  | 13º  | 11º  | 14º  | 2º   | 18º  | 14º  |

 Campeonato Marabaense
- Campeão em 1994, 1998 e 2008.
- Vice-campeão em 1993 e 2007.

## Uniformes

### 2020-2021
| '' | '' |  |

### 2018-2019
| '' | '' | '' |  |

### 2017
| '' | '' |  |

### 2015-2016
| '' | '' |  |

### 2014
| '' | '' |  |

### 2013
| '' | '' |  |